# Bereżanka (obwód winnicki)
Bereżanka (ukr. Бережанка) – wieś na Ukrainie, w obwodzie winnickim, w rejonie hajsyńskim, w hromadzie Obodiwka. W 2001 liczyła 540 mieszkańców, spośród których 532 wskazało jako ojczysty język ukraiński, 6 rosyjski, a 2 inny.